# 血戰摩蘇爾
《血戰摩蘇爾》（英語：Mosul）是一部2019年美國戰爭動作片，改編自盧克·莫格森刊登在《紐約客》上的〈摧毀伊斯蘭國的絕望之戰〉（The Desperate Battle to Destroy ISIS，2017年）一文，講述2016年摩蘇爾戰役中，一支警察部隊正在奮力解放這座遭伊斯蘭國武裝份子佔領的伊拉克城市。電影由馬修·麥可·卡納漢編導（導演處女作），蘇海爾·達巴格（Suhail Dabbach）、亞當·貝薩和伊斯哈克·艾利亞斯（Is'Haq Elias）主演。
《血戰摩蘇爾》2019年9月4日在第76屆威尼斯影展上舉行世界首映，2020年11月26日在Netflix全球上線。

## 劇情
摩蘇爾戰役期間，三名摩蘇爾警察逮捕了伊斯蘭國（ISIS）毒品走私犯，但在咖啡館大樓內遭到大批ISIS圍攻。彈藥耗盡之時，以賈西姆少校為首的尼尼微特警隊（The Nineveh SWAT Team）解救了他們，但三人之中的21歲的庫爾德人卡瓦在槍戰中失去了叔叔。特警隊處決了毒品走私犯，賈西姆邀請卡瓦加入他們。尼尼微特警隊是由摩蘇爾本地人組成的警察部門，他們在ISIS戰役中失去了家人；失去叔叔的卡瓦夠格成為他們團隊的一員。卡瓦的同事賈米爾警官則負責將卡瓦叔叔的屍體埋葬，並返回警察總部傳遞訊息。
特警隊繼續上路執行任務。卡瓦多次詢問他們的任務目標，但總是被忽視。在一座廢棄建築內休息時，卡瓦和賈西姆注意到賈米爾回來，並向一名ISIS汽車炸彈客發出了特警隊位置的信號，爆炸導致一名特警身亡。這令卡瓦一再感到沮喪，沒有人回答自己的問題，也沒有人相信自己，甚至更被同隊的胡卡指責是叛徒的同伴。
在進入ISIS控制的摩蘇爾地區時，特警隊和周圍平民遭到ISIS槍手從屋頂開槍射擊，胡卡陣亡。當特警隊清理屋頂並計劃下一步行動時，一架載有爆炸物的無人機瞄準了特警隊的一輛悍馬車。第二架載有炸藥的無人機被伊朗特種部隊上校艾斯法哈尼擊落，後者是摩蘇爾人民動員部隊（PMF）的指揮官，為提供特警AK-47彈藥以換取香煙。賈西姆在交易時，發現PMF的囚犯之一為賈米爾；賈米爾解釋說，自己被ISIS抓獲並威脅，如果他不說出特警隊的位置，就會暗殺他在美國密歇根州的孫子。當賈西姆和艾斯法哈尼爭論如何處理賈米爾時，特警和PMF之間的緊張關係迅速升級，但卡瓦出手用斧頭殺死了賈米爾，才讓現場氣氛緩和。隨後，特警瓦里德用胡卡的水煙換取了帶有一枚火箭的火箭彈，打算攻擊他們之前在屋頂上看到的一座ISIS營地。
當他們離開時，賈西姆向卡瓦解釋，特警隊違反了警察上級的命令，決定斷絕聯繫、自主行動；他開始回答卡瓦先前反复提出的有關任務的問題。然而，卡瓦阻止了他，並表示自己只想聽從賈西姆的命令。特警隊繼續執行任務並到達路障，這迫使他們在悍馬車外作戰。尤尼斯意外被友軍火力殺死，而卡瓦則被瓦里德的手榴彈誤傷、臉部毀容。當隊伍步行進入一座建築物時，拉薩克陣亡，席南受傷。
特警隊繼續攻擊ISIS營地，最後成功佔領該處，但阿克拉姆中彈身亡。雖然現場髒亂不堪，賈西姆仍習慣於清理自已所在區域的垃圾，但他意外觸發了ISIS的誘爆裝置而身亡。隨著指揮官的去世，特警隊的士氣受到了極大的打擊。然而，卡瓦成功提醒他們的使命。瓦里德帶隊（剩餘六人）進入一棟公寓大樓，並使用藏在鞋子裡的備用鑰匙打開了公寓門。瓦里德殺死了一名ISIS成員，與自己的妻子海亞及女兒杜尼亞重逢。此時的海亞和杜尼亞已與遭瓦里德殺死的ISIS成員強迫結婚。
卡瓦終於明白了特警隊任務的目標，得知該團隊一直在執行解救被ISIS抓獲的家人任務。當卡瓦得知阿米爾的兒子離他們所在的位置很近時，卡瓦詢問阿米爾其距離，決定動身。

## 演員
- 蘇海爾·達巴格（Suhail Dabbach）飾演賈西姆少校（Major Jasem）[4]
- 亞當·貝薩（英语：Adam Bessa）飾演卡瓦（Kawa）[4]
- 伊斯哈克·艾利亞斯（Is'Haq Elias）飾演瓦里德（Waleed）[4]
- 庫泰巴·阿卜杜哈克（Qutaiba Abdelhaq）飾演卡邁勒（Kamal）
- 艾哈邁德·加內姆（Ahmad Ghanem）飾演席南（Sinan）
- 莫希曼·馬布巴（Mohimen Mahbuba）飾演阿米爾（Amir）
- 穆罕默德·阿圖古（Mohamed Attougui）飾演阿克拉姆（Akram）
- 瓦利德·埃爾加迪（Waleed Elgadi）飾演卡維·艾斯法哈尼上校托德·馬庫拉斯（Colonel Kaveh Isfahani）

## 製作
《血戰摩蘇爾》改編自盧克·莫格森2017年1月刊登在《紐約客》上的〈摧毀伊斯蘭國的絕望之戰〉（The Desperate Battle to Destroy ISIS）一文，講述一支叛變的警察部隊——尼尼微特警隊（The Nineveh SWAT Team）對伊斯蘭國武裝份子發起了游擊行動，試圖解救他們的家園。本片為馬修·麥可·卡納漢的導演處女作，他在讀完《紐約客》的文章後激發了將其拍成電影的靈感，並立即與羅素兄弟（安東尼與喬·羅素）聯繫，同時強調電影必須為伊拉克阿拉伯語。卡納漢也與羅素兄弟合作了2019年電影《暴走曼哈頓》。本片透過羅素兄弟的AGBO製作，陶德·馬庫拉斯（Todd Makurath）、克里斯多佛·馬庫斯和史蒂芬·麥費利擔任執行製片人。
飾演賈西姆少校（Major Jasem）的蘇海爾·達巴格（Suhail Dabbach）畢業於巴格達美術學院，本想成為一名演員，但當薩達姆·海珊上台並任命兒子烏代負責藝術產業時。這使得電影製作變成了危險的職業，他不得不逃離家鄉。達巴格在前往美國之前曾在約旦難民營待過一段時間，他在此勉強找到工作，但主要在養老院工作謀生。之後他在《危機倒數》（2008年）中飾演了一名懇求炸彈專家拆除自己裝置的人。卡納漢讚賞了達巴格在《血戰摩蘇爾》的表現。
電影在摩洛哥馬拉喀什拍攝，聘請了維安公司TigerSwan保護劇組，在拍片期間全程監督。劇組在摩洛哥拍攝時使用了化名，並盡可能隱藏了劇情，大多數人都認不出戰鬥場景中懸掛在裝甲悍馬車上方的特警隊旗幟。劇組也沒有分發劇本，並在必須分發劇本時將所有有關ISIS的內容從劇本中刪除，彷彿在電影中從未被提及。卡納漢表示，片場唯一變得危險的一次與伊斯蘭國無關，而是當劇組在馬拉喀什一處非常骯髒的地方時，當地的幫派戰爭影響了他們的安危，甚至引來了馬拉喀什警察。

## 發行
《血戰摩蘇爾》2019年9月4日在第76屆威尼斯影展上舉行世界首映，之後登上多倫多國際影展。串流媒體Netflix在2020年10月獲得了電影版權，2020年11月26日全球上線。此前，於2019年收購了該項目的發行權，但計劃最終落空。

## 反響
《血戰摩蘇爾》在影評界的口碑以正面居多。電影在爛番茄網站上基於32篇影評，新鮮度84%，平均得分7.3／10；該網站共識：「《血戰摩蘇爾》以全新的視角來平衡熟悉的中東戰爭暴力，有效地達到了目的。」在Metacritic上，電影根據5位影評的打分而獲得71分（滿分100），代表「普遍好評」。
電影上線後在歐洲和中東地區獲得良好的收視率，但演員開始在社交媒體上收到自稱與ISIS有關的個人死亡威脅。蘇海爾·達巴格稱，對方用多支影片威脅自己，對方聲稱「我們知道你住在哪裡，我們會找上你。」達巴格的家人以及亞當·貝薩也受到過類似的可怕威脅，貝薩也為此清空了Instagram頁面。

## 外部連結
- 互联网电影数据库（IMDb）上《血戰摩蘇爾》的资料（英文）